# Панетолікос
Панетолікос (грец. Παναιτωλικός Γυμναστικός Φιλεκπαιδευτικός Σύλλογος) — грецький футбольний клуб, що базується у місті Агрініо, Етолія. Клуб заснований 1926 року, домашнім стадіоном є арена «Панетолікос», що вміщує 7220 глядачів. У Грецькій Суперлізі клуб грав за свою історію тричі — у сезонах 1975–1976, 1976–1977 та 2011–2012 років. У цьому клубі свою футбольну кар'єру розпочинали гравці Стратос Апостолакіс та Петрос Міхос.

## Досягнення
- Чемпіон Бета-Етнікі (2): 1975, 2011
- Чемпіон Гамма-Етнікі (3): 1985, 1992, 1996
- Чемпіон Дельта-Етнікі (1): 1989

## Відомі гравці
Греція
- Стратос Апостолакіс
- Ангелос Харістеас
- Філіппос Дарлас
- Христос Дімопулос
- Петрос Міхос
- Йоргос Теодорідіс
- Міхаліс Кусулас
- Нікос Куцуянніс

Інші країни
- Девід Едді
- Раїс Мболхі Угеб
- Хабіб Бамого
- Джон Лімніатіс
- Канга Акале
- Дулі Джонсон
- Анрі Камара
- Душан Джонович
- Хрісто Янев